# Moonika Aava
Moonika Aava (* 19. Juni 1979 in Rakvere) ist eine estnische Speerwerferin. Die mehrfache Landesmeisterin hielt mit 61,42 Metern, geworfen am 2. August 2004 in Tallinn, den estnischen Rekord, bis sie 2013 von Liina Laasma abgelöst wurde.

## Sportliche Karriere
Die für den Sportclub Altius Pärnu startende Athletin wurde mit einer Weite von 48,82 Metern 1995 erstmals Estnische Meisterin. Den Titel konnten Aava auch im darauf folgenden Jahr verteidigen. Bei den Juniorenweltmeisterschaften 1996 in Sydney schied sie in der Qualifikation aus und belegte mit einer Weite von 49,44 Metern den 16. Platz. Später im Jahr zog sie sich eine Ellenbogenverletzung zu, die sie die kommenden zwei Jahre behinderte. Nachdem 1999 die Beschaffenheit des Wettkampfspeers geändert wurde und damit alle alten Rekordlisten gelöscht wurden, sicherte sich Aava trotz Rückenproblemen am 15. Mai 1999 mit einer Weite von 52,35 Metern erstmals den estnischen Landesrekord. Dieser wurde jedoch am 2. September 1999 von Ruth Väät mit einer Weite von 55,79 Metern deutlich übertroffen. 2000 gewann Moonika Aava ihren dritten Estnischen Meistertitel. Im Juni 2001 holte sie sich mit einer Weite von 57,98 Metern, geworfen bei einem Meeting in Tartu, den estnischen Rekord zurück. Im Juli dieses Jahres startete sie bei den U23-Europameisterschaften in Amsterdam, wo sie mit einer Weite von 56,12 Metern die Bronzemedaille gewinnen konnte. Wie auch schon 2001 verteidigte sie 2002 erfolgreich den Estnischen Meistertitel. Im Juni 2003 verbesserte sie den estnischen Rekord auf 59,45 Meter. Im August 2004 steigerte sie den Rekord bei den Estnischen Meisterschaften in Tallinn auf 61,42 Meter. Bei den Olympischen Sommerspielen 2004 in Athen konnten sie diese Leistung jedoch nicht bestätigen und schied mit einer Weite von 54,96 Metern in der Qualifikation aus, was den 33. Platz im Endklassement bedeutete. Nachdem sie 2005 zum siebenten Mal Estnische Meisterin geworden war, nahm sie an den Leichtathletik-Weltmeisterschaften 2005 in Helsinki teil, wo sie erneut deutlich in der Qualifikation scheiterte. Nach den enttäuschenden Resultaten widmete sie sich primär ihrer Ausbildung zur Polizistin. Auch 2008 war sie mit Jahresbestleistung von 59,88 Metern beste estnische Speerwerferin und qualifizierte sich somit für die Olympischen Sommerspiele 2008 in Peking. Mit einer Weite von 56,94 Metern blieb Aava jedoch erneut unter den Erwartungen und schied als Zwölfte ihrer Qualifikationsgruppe im Vorkampf aus. Im Endresultat belegte sie den 26. Platz. Ihr bisher bestes internationales Ergebnis gelang Aava im März 2009 beim Winterwurf-Europacup in Los Realejos, wo sie mit 60,76 Metern den zweiten Platz belegen konnte. Bei den Leichtathletik-Weltmeisterschaften 2009 in Berlin schied sie in der Qualifikation mit einem Wurf von 53,86 Metern aus.

## Erfolge
- Estnische Meisterin in den Jahren 1995, 1996, 2000, 2001, 2002, 2004, 2005
- persönliche Bestleistung: 61,42 Meter (2. August 2004 in Tallinn, damals estnischer Rekord)